# Impatiens ahernii
Impatiens ahernii är en balsaminväxtart som beskrevs av Joseph Dalton Hooker. Impatiens ahernii ingår i släktet balsaminer, och familjen balsaminväxter. Inga underarter finns listade i Catalogue of Life.